# Carol Damian
Carol Damian es una escritora, crítica de arte, comisaría general de artes visuales y directora del Museo Frost de FIU en Miami, Florida. Se especializa en arte latinoamericano, precolombino y contemporáneo.
La doctora Damian es profesora de historia del arte, recibió su bachillerato en artes en Wheaton College en Norton, Mass., y su diploma en Arte precolombino y de Arte latinoamericano en la University of Miami. 
Colabora en diversos proyectos y escribe como corresponsal para varias revistas de arte.

## Publicaciones
- Damian, Carol. Neorealism, Art Editions, Bogotá, 2000, ISBN 9583313335
- Damian, Carol. The Virgin of the Andes: Art and Ritual in Colonial Cuzco (Grassfield Press, 1995)
- Damian, Carol. Popular Art and Social Change in the Retablos of Nicario Jiménez Quispe ISBN 0-7734-6217-1 ISBN 978-0-7734-6217-5, 2005